# Marianne Gossweiler
Marianne Gossweiler, po mężu Fankhauser (ur. 15 maja 1943 w Szafuzie) – szwajcarska jeźdźczyni sportowa. Dwukrotna medalistka olimpijska.
Największe sukcesy odnosiła w dresażu. Brała udział w dwóch igrzyskach olimpijskich (IO 64, IO 68), na obu zdobywała medale w konkursie drużynowym. W 1964 została wicemistrzynią olimpijską, w 1968 zdobyła brązowy medal. Na obu igrzyskach startowała na koniu Stephan, a szwajcarską drużynę poza nią tworzyli Henri Chammartin i Gustav Fischer. W drużynie była medalistką mistrzostw świata (srebro w 1966) i Europy (srebro w 1965, brąz w 1967).
Jej mąż, wioślarz Urs Fankhauser, także był olimpijczykiem.